# In the Sultan's Power
In the Sultan's Power è un cortometraggio muto del 1909 diretto da Francis Boggs. Fu il film d'esordio dell'attrice Stella Adams.

## Trama
Jack Thornton, un giramondo americano, mentre si trova in Francia incontra e si innamora della figlia di un aristocratico francese che però sembra accettarlo solo come amico. Suo padre, infatti, volendo darla in moglie al ricco Osman Bey, un nobile turco, finge con la figlia di essere sull'orlo della rovina, spingendola a fare quel matrimonio.

Alcuni mesi più tardi, Jack, mentre si trova a Costantinopoli, incontra per caso Flora che gli racconta come quel matrimonio sia diventato un incubo e lei praticamente prigioniera del marito che la tiene lontana da amici e parenti. Jack, volendo aiutarla, le promette che si troverà quella sera sulle terrazze del palazzo dove potranno organizzare insieme un piano per la fuga. Anche se però le guardie ai cancelli non lo fanno passare, Jack scala le pareti che si innalzano intorno al giardino e riesce a individuare la finestra di Flora. Una schiava avverte Osman Bey che, furioso, intende catturare l'audace americano. Nonostante Flora prenda su di sé tutta la responsabilità dell'accaduto, il marito fa imprigionare Jack che viene portato in una cella sotterranea. Disperata, la ragazza decide di andare a implorare giustizia dal sultano e corre al palazzo di questi. Quando il sultano vede quella bellezza, decide che dovrà far parte del suo harem. Dicendole che la aiuterà, le chiede di restare intanto lì con lui. Quando Jack viene liberato, scopre che Flora è tenuta prigioniera dal sultano. Si allea allora con i rivoltosi che, durante la sommossa, assaltano il palazzo. Il sultano avrà la peggio e Flora tornerà libera.

## Produzione
Il film fu prodotto dalla Selig Polyscope Company. Venne girato in California al Selig Studio, al 1845 di Allesandro Street a Edendale, un distretto di Los Angeles.
Secondo Kevin Brownlow in Brownlow-Parade, a pagina 30, il film sarebbe la prima pellicola girata interamente in California.

## Distribuzione
Distribuito dalla Selig Polyscope Company, il film uscì nelle sale cinematografiche statunitensi il 17 giugno 1909; è conosciuto anche con il titolo In the Power of the Sultan.